# Jean Lomami
Jean Lomami (Bujumbura, 27 luglio 1982) è un ex calciatore ruandese, di ruolo attaccante.

## Carriera

### Club
Ha cominciato a giocare nell'APR. Nel 2002 si è trasferito al Power Dynamos. Nel gennaio 2005 è passato all'Al-Merrikh. Nell'estate 2005 è stato acquistato dall'AmaZulu. L'anno successivo si è trasferito definitivamente all'AmaZulu. Nel 2007 è passato al Rayon Sports. Nel 2008 ha giocato al Bukavu Dawa. Nel 2009 è stato acquistato dall'ATRACO. Nel 2010 è rimasto svincolato. Nel 2012 è stato ingaggiato dal National Assembly. Nel 2013 è passato al Roan Utd.

### Nazionale
Ha debuttato in Nazionale il 12 ottobre 2003, in Ruanda-Namibia (3-0), gara in cui ha siglato la rete del definitivo 3-0. Ha partecipato, con la maglia della Nazionale, alla Coppa d'Africa 2004. Ha collezionato in totale, con la maglia della Nazionale, 24 presenze e 14 reti.

## Palmarès

### Club

#### Competizioni nazionali
- Campionato di calcio del Ruanda: 1

APR: 2001
- Coppa dello Zambia: 1

Power Dynamos: 2003
- Sudan Cup: 1

Al-Merrikh: 2005
- Coppa della Repubblica Democratica del Congo: 1

Bukavu Dawa: 2008
- Rwandan Cup: 1

ATRACO: 2008-2009

### Individuale
- Capocannoniere della Coppa delle Coppe d'Africa: 1

2003 (5 reti)